# Стоян Михайловски
Вижте пояснителната страница за други личности с името Стоян Михайловски.
Стоян Николов Михайловски е виден български писател и общественик, политик, председател на Върховния македоно-одрински комитет. Автор е на стихотворението „Кирил и Методий“, което се превръща в училищен химн, след като Панайот Пипков създава музиката за него.

## Биография
Роден е в Елена в 1856 година и е потомък на стар възрожденски род – син е на Никола Михайловски и племенник на Иларион Макариополски. Учи в Търново (1865 – 1868), а в 1872 година завършва френския султански лицей „Галатасарай“ в Цариград, където е съученик на Константин Величков и Симеон Радев. След това от 1872 до 1874 година е български учител в Дойран, а през 1875 година заминава за Франция, за да следва право в университета в Екс ан Прованс.
След 1878 година Стоян Михайловски работи като адвокат и съдия в Свищов, в новообразуваното Княжество България. Член е на Свищовския съдебен съвет (1878 – 1879), главен редактор (1880) на близкия до Народната партия вестник „Народний глас“ в Пловдив, Източна Румелия и началник на отделение в българското Министерство на външните работи (1880).
Отново заминава за Франция, за да довърши прекъснатото си поради войната образование и в 1883 година завършва право и става главен секретар на Министерството на правосъдието (1883 – 1884).
В 1886 година е избран за депутат в Третото велико народно събрание и участва в избора на нов български княз през април на следната 1887 година.
През същата 1887 година Стоян Михайловски става член на Русенския апелативен съд. Учител е по френски език в Русенската мъжка гимназия (1889 – 1892).
Става извънреден преподавател по френски език в Юридическия (1892 – 1894) и в Историко-филологическия факултет (1897 – 1899) и доцент по всеобща литературна история (1895 – 1899) във Висшето училище в София. От 1892 година е дописен член, а от 1898 година действителен член на Българското книжовно дружество. От 1894 до 1896 година отново е депутат в Осмото народно събрание.

### Начело на Върховния комитет
Стоян Михайловски активно участва в дейността на Македоно-одринската организация. На Осмия македоно-одрински конгрес през април 1901 година защитава еволюционистката стратегия, поддържана и от привържениците на ВМОРО, срещу революционерите сарафисти. На 7 април близкият до монарха Фердинанд I Михайловски е избран за председател на Върховния македоно-одрински комитет като балансираща фигура между цончевистите, сарафистите и привържениците на ВМОРО. След конгреса обаче във възгледите му настъпва сериозна преориентация. През юни 1901 година по време на голяма обиколка в страната на митинг във Варна произнася реч, изпълнена с остри нападки срещу Фердинанд и опитите му за намеса в македоно-одринското дело. Михайловски обявява, че Македоно-одринската организация е напът да попадне в ръцете на анархо-терористичната стихия, в която поставя както социалистите, така и сарафистите като Симеон Радев.
На Деветия македоно-одрински конгрес през юли – август 1901 година Михайловски изнася в десет точки вижданията си за положението в Македоно-одринската организация. Консервативният по своите убеждения и характер Михайловски определя като язва и проказа за делото анархистите и терористите, които като стихия се надигали и подкопавали устоите на организацията и на цялото общество. Конгресът отново избира Михайловски за председател, но действителното ръководство е в ръцете на генерал Иван Цончев и функциите на председателя са сведени до чисто представителни. Михайловски обаче се опитва да играе по-голяма от отдредената му роля по време на последвалия голям разкол в организацията, довел до появата на два комитета – цончевистки и опозиционен на сарафистково и вморовското крило. На 23 ноември 1901 година урежда в дома си тайна среща с представители на опозицията в МОО и привържениците на ВМОРО Андрей Ляпчев, Димитър Ризов, Христо Станишев, Тома Карайовов и Евтим Спространов, за да обсъдят подготовката на извънреден конгрес, който да отстрани офицерите от ръководството. Подобни действия на Михайловски карат офицерите да обмислят отстраняване на Михайловски. В писмо до Александър Протогеров от 4 януари 1902 година Цончев пише „тоя човек колкото по-скоро се отстрани от организацията, толкова по-добре“. На 6 февруари Михайловски си подава оставката, но другите членове и най-вече Цончев успяват да го убедят да я оттегли, за да не се внася допълнително напрежение в организацията.
В 1903 година е избран за депутат в Тринадесетото Народно събрание. Заради статията „Потайностите на българския дворец“ във вестник „Ден“ от 1904 година, насочена срещу княз Фердинанд I, е осъден условно.
През 1905 година се оттегля от активна обществена и редакторска дейност. Сътрудничи на „Църковен вестник“. В последните години от живота си декларира симпатии към фашизма, описвайки го като „доктрина на разумно и логично градене“, която „укрепява, ободрява, оживотворява“.
Известен с псевдонимите: Драгостин Истров, Драгостин Истров Муслак, Де Профундис, De Profundis, Викентий Розенберг, Евгений Рязков, Стоян Стрелков.
Умира на 3 август 1927 година в София.

## Памет
На Стоян Михайловски е наречена улица в квартал „Лозенец“ в София (Карта). Също така и улица във Велико Търново в квартал “Картала”. 

## Творчество
Литературната си дейност започва през 1872 в сп. „Читалище“ (Цариград). Печата и в „Периодическо списание на БКД“, сп. „Мисъл“ и в. „Ден“. Сътрудничил е и на „Църковен вестник“. Творчеството на Михайловски е жанрово многообразно – пише епиграми, афоризми, басни, пародии, публицистика, философско-моралистични творби, поеми и драми.
- Сцени от парламентарния живот в България. 1884
- Бог. Библейски стихотворения. 1889
- Поема на злото. 1889 /1939, 1943/
- Novissima verba. Стихотворения. Т. 1. 1889
- Железни струни. Стихотворения. 1890
- Currente calamo. Краевековни стихотворения. 1890
- Книга без заглавие. Стихотворения. Ч. 1. 1892
- Сатири. Нашите писачи и газетари. 1893
- Философически и сатирически сонети. 1895
- Книга за българския народ. 1897 / 1931, 1938, 1946, 1991/
- По прекия друм. Бележки и размишления. 1901
- Пробуда и възход. 1902
- Книга за оскърбените и онеправданите. 1903
- Източни легенди. 1904
- Днес чук, утре наковалня. 1905
- От развала към провала. Диалогизирани очерки. 1905
- Словоборците станаха богоборци. Поема. 1908
- Позив към българския народ и българската интелигенция. Ч. 1. 1911
- Съчинения. Т. 1. 1918
- Избрани творения. 1931 /1938/
- Съчинения. Т. 1 – 3. Избр. творения. Книга за българския народ. Поема на злото. 1938 – 39
- Събрани басни. 1939
- Неиздадени съчинения. Т. 1 – 2. Увод, бел. и уредба от Ив. Богданов. 1940 – 41
- Божествен размирник. Под. ред. на Ив. Богданов. 1943
- Избрани съчинения. Т. 1. 1947. Т. 5. 1948
- Избрани стихотворения. Антология. 1948
- Избрани съчинения. В 2 т. 1960
- Басни. Епиграми. Сатири. Лирика. 1967
- Стихотворения. 1967
- Епиграми. 1969
- Избрани творби. 1974
- Избрани творби. 1987 /1986/
- Божествен размирник. Философска поезия и проза. Съст. и предг. Атанас Натев. 1987.